# هیوود، نورفک
هیوود (به انگلیسی: Heywood) یک روستا و محله مدنی در بریتانیا است که در South Norfolk واقع شده‌است. هیوود ۹٫۵۶ کیلومتر مربع مساحت و ۲۲۲ نفر جمعیت دارد.